# ولادیمیر هاروتیونیان (شیرجه‌رو)
ولادیمیر هاروتیونیان (انگلیسی: Vladimir Harutyunyan؛ زادهٔ ۱۸ ژوئیهٔ ۱۹۹۸) شیرج‌هرو اهل ارمنستان است که در مسابقات کشوری و بین‌المللی در مجموع برندهٔ ۱ مدال برنز شده‌است.